# Olimpíada Internacional Júnior de Ciências

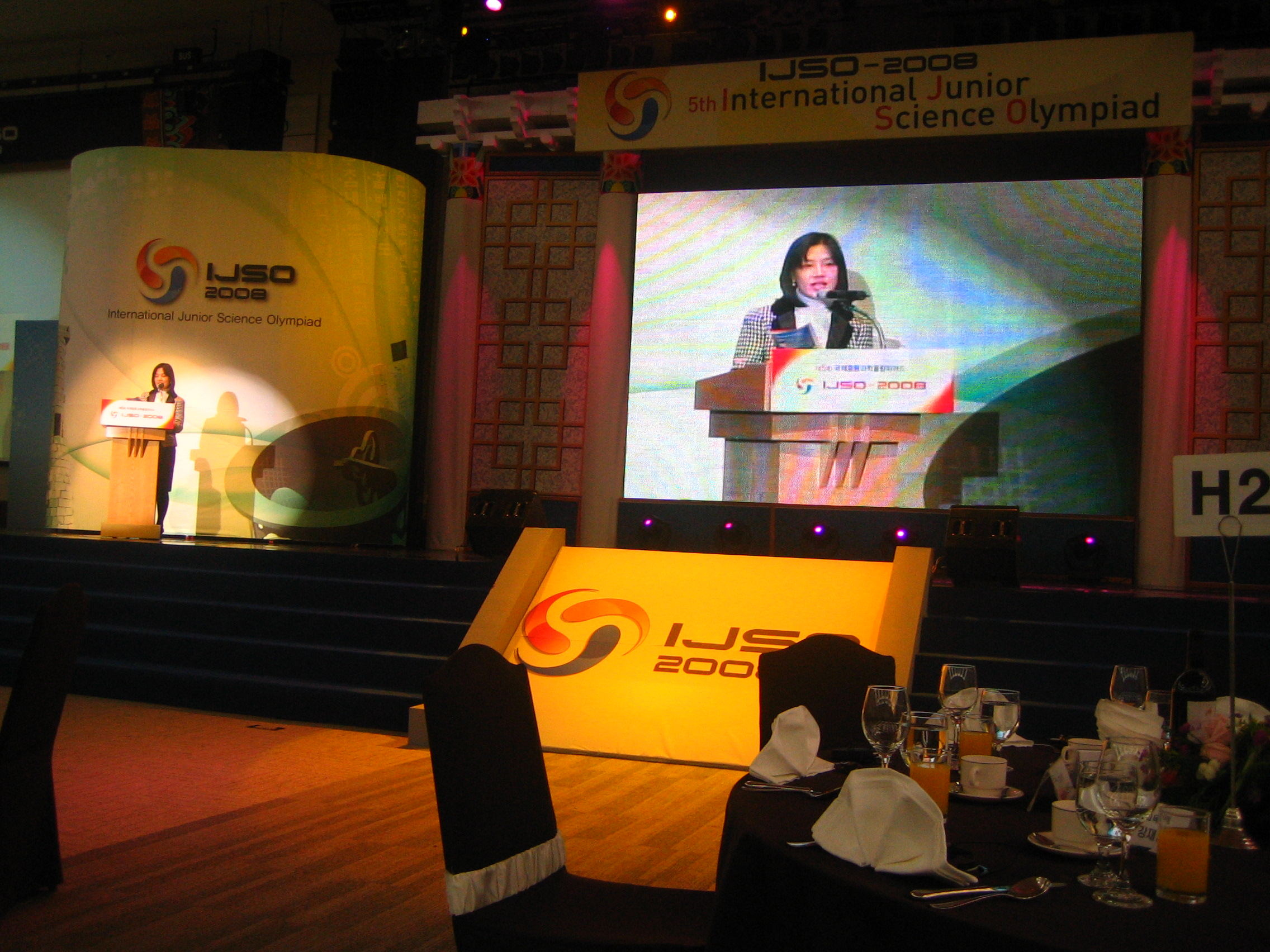
Cerimônia de Abertura da IJSO 2008.

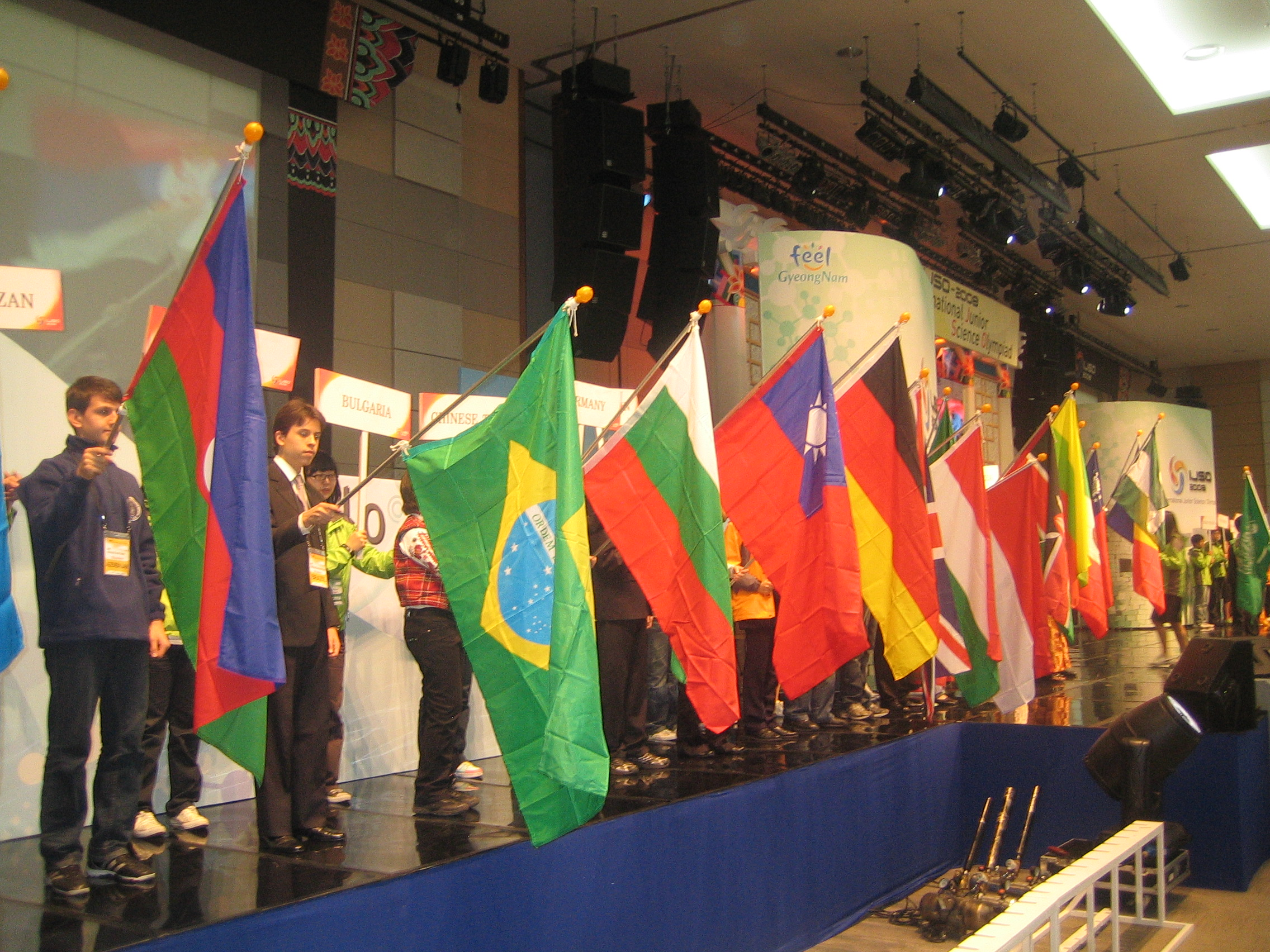
Entrada das delegações da IJSO 2008.

A Olimpíada Internacional Júnior de Ciências (International Junior Science Olympiad ou simplesmente IJSO) é uma das maiores Olimpíadas Internacionais de Ciências. Este evento começou a ser realizado em 2004 e, desde então, ocorre anualmente em local itinerante. Cada país participante pode enviar uma delegação com até seis estudantes competidores (idade limite de 15 anos) e três líderes de equipe, além de observadores e visitantes.

## História da IJSO
Após a consolidação da realização de olimpíadas internacionais dos mais diversos campos acadêmicos, como Física, Química, Biologia, Matemática, Astronomia, entre outros, a IJSO surgiu em 2004 com a inovadora e ousada proposta de integrar o conhecimento científico numa única competição.
Com isso, estudantes tendem a ser estimulados desde cedo ao interesse pela ciência como primordial ferramenta ao contínuo desenvolvimento. Mantendo estes objetivos em mente, a primeira Olimpíada Internacional Júnior de Ciências, denominada resumidamente como IJSO, foi sediada em dezembro de 2004 na cidade de Jacarta, na Indonésia.
Desde então, a IJSO vem crescendo, contando ano após ano com crescente número de países participantes, cobertura da mídia e apoio de empresas e órgãos governamentais incentivadores.
No Brasil, a competição é implementada desde 2007 pela B8 Projetos Educacionais com o apoio da Escola Politécnica da USP.

## Torneio nacional

### De 2004 a 2006
Nas três primeiras participações brasileiras, os estudantes eram selecionados a partir de redações técnicas enviadas ao antigo grupo organizador, em evento denominado OBC (Olimpíada Brasileira de Ciências).
Desse modo, foram selecionados 6 estudantes para o torneio internacional de 2004, 6 para o de 2005 e 12 para o de 2006 (como país-sede, o Brasil pôde inscrever duas equipes).

### Desde 2007
A partir de 2007, o evento passou e ser implementado pela B8 Projetos Educacionais. Nos dois primeiros anos, a seleção do time brasileiro foi realizada por meio de uma prova abrangendo o mesmo conteúdo da competição internacional, realizada no ITA (Instituto Tecnológico de Aeronáutica), em São José dos Campos. Foram previamente selecionados para a realização da chamada "Seletiva Nacional para a IJSO" os alunos com os melhores resultados na 1ª fase da OPF (Olimpíada Paulista de Física), desde que com idade condizente com o torneio internacional.
Em 2009, surge o evento denominado "IJSO Brasil", dividido em duas fases. Na primeira, realizada em junho, todos os alunos inscritos realizam as provas eliminatórias nas suas próprias escolas. Na Fase Final, geralmente em agosto, os melhores alunos do país são convocados para as provas em centros regionais, nas quais são disputadas medalhas de ouro, prata e bronze. Os estudantes que recebem as seis medalhas de ouro são automaticamente classificados para representar o Brasil na edição internacional da IJSO.
Em 2010, a Fase Final da IJSO Brasil foi realizada pela primeira vez em três sedes diferentes espalhadas pelo Brasil: Escola Politécnica da USP (São Paulo-SP), Instituto Dom Barreto (Teresina-PI) e Colégio Olimpo (Goiânia-GO). A quantidade de sedes regionais foi para cinco em 2011, com a inclusão de Fortaleza e Londrina, e para seis em 2012, com a participação do Rio de Janeiro. Em 2013, com a inclusão da sede de Palmas, pela primeira vez a Fase Final foi realizada em todas as regiões do país.

## Torneio internacional

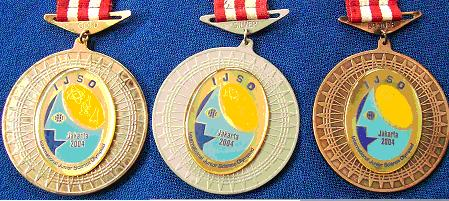
Medalhas da IJSO 2004.

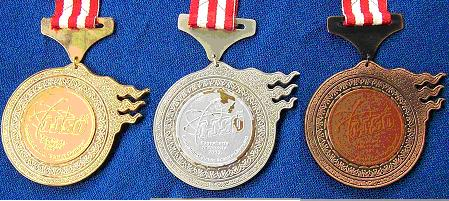
Medalhas da IJSO 2005.

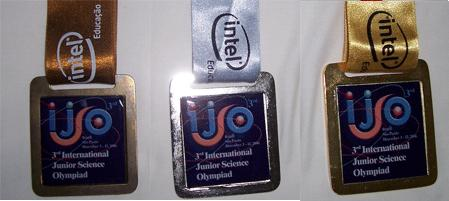
Medalhas da IJSO 2006.

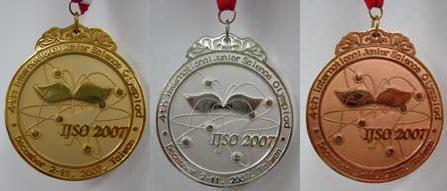
Medalhas da IJSO 2007.

Os competidores fazem três tipos de prova em dias alternados. As avaliações são propostas pelo Comitê Científico Local e discutidas e traduzidas pelos líderes das equipes nacionais, de modo que cada estudante realize todas as provas em sua língua materna. As questões devem contemplar conhecimentos relativos aos três pilares das ciências (Física, Química e Biologia), de modo que a máxima nota possível seja de 100 pontos.

### Prova teste
A prova teste é composta de 30 testes, sendo 10 de química, 10 de física e 10 de biologia. Cada questão tem quatro alternativas. O competidor ganha um ponto para cada teste certo, não ganha nada se deixar o teste em branco e perde 0.25 se responder o teste errado. A pontuação máxima é 30 pontos.

### Prova teórica
A prova teórica é composta de três partes, uma de química, uma de física e uma de biologia. A pontuação máxima para essa prova é 30 pontos, tradicionalmente igualmente divididos entre as disciplinas em questão.

### Prova experimental
A prova experimental é feita em grupo de três integrantes de um mesmo país, sendo que cada país pode ter até dois grupos. Na prova experimental, os grupos devem seguir as instruções fornecidas para as experiências e responder as perguntas propostas. Todos os integrantes do grupo recebem a mesma nota. A pontuação máxima é 40 pontos.

## Premiação no torneio internacional
Após a correção das provas, realizada pelo Comitê Científico Local, e a revisão das notas, efetuada mediante a discussão entre a banca corretora e os líderes das delegações, é elaborado um ranking baseado na nota total obtida por cada estudante.
Com isso, são conferidas medalhas de ouro aos alunos que estiverem entre os 10% melhores, medalhas de prata aos que estiverem entre os 20% seguintes e de bronze aos 30% subsequentes.
Além disso, prêmios por equipes são destinados aos melhores resultados na prova experimental e ao melhor resultado global no torneio, façanha até hoje alcançada apenas por Indonésia, Coreia do Sul e Taiwan. Prêmios individuais especiais são oferecidos ao melhor aluno nas provas teóricas e ao melhor no ranking geral, também historicamente dominados por estudantes asiáticos.
O Comitê Organizador Local (LOC) é responsável ainda por fornecer certificados oficiais de participação a todos os alunos, líderes e observadores.

## O Brasil na IJSO

### Resultados obtidos
O Brasil participou de todas as edições da IJSO, conquistando resultados cada vez mais significativos.
A campanha de 2004, com uma medalha de bronze e a 25.a colocação no ranking geral, foi sucedida por três medalhas de prata e uma de bronze em 2005, com o consequente salto para a 12.a posição. Em 2006, como país-sede, o Brasil pôde inscrever duas equipes na competição, terminando em 14.o lugar.
Desde 2007, todos os brasileiros que disputaram a competição receberam medalhas, o que deixou o Brasil entre os 10 primeiros colocados, mesmo com a quantidade de participantes atingindo a casa de 50 países.
As medalhas de ouro conquistadas na edição de 2008,  2010 e 2012 foram as únicas conferida a um país da América em toda a história do torneio, chamando a atenção de delegações estangeiras ao posicionar o Brasil como único país de destaque de fora do eixo Ásia-Europa. Em 2010, o Brasil ainda conquistou a medalha de bronze na Prova Experimental e, em 2012, chegou à medalha de ouro nesta categoria, acertando todas as questões práticas. Este feito gerou forte repercussão na mídia, sendo destacado pela TV Globo, pela Folha de S.Paulo e ainda pelas revistas IstoÉ, Veja, Época e Exame. Em 2013, o Brasil conseguiu mais um feito inédito, com a maior nota geral feminina.

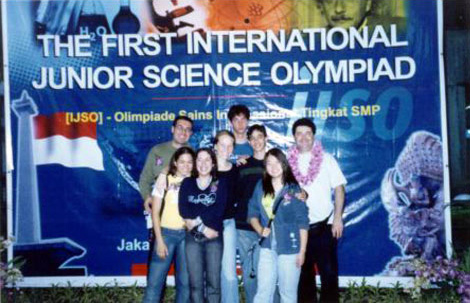
Equipe Brasileira da IJSO 2004.

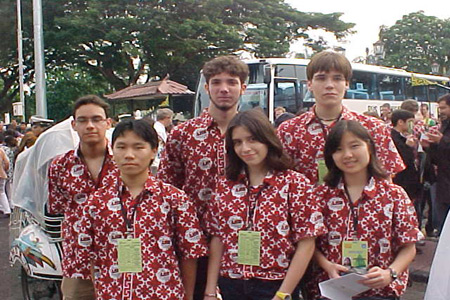
Equipe Brasileira da IJSO 2005.

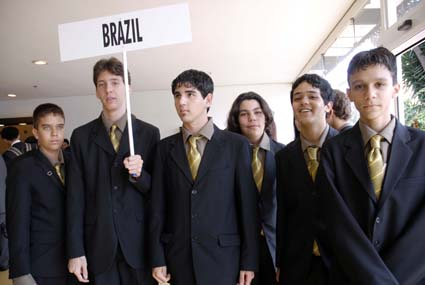
Equipe Brasileira da IJSO 2006.

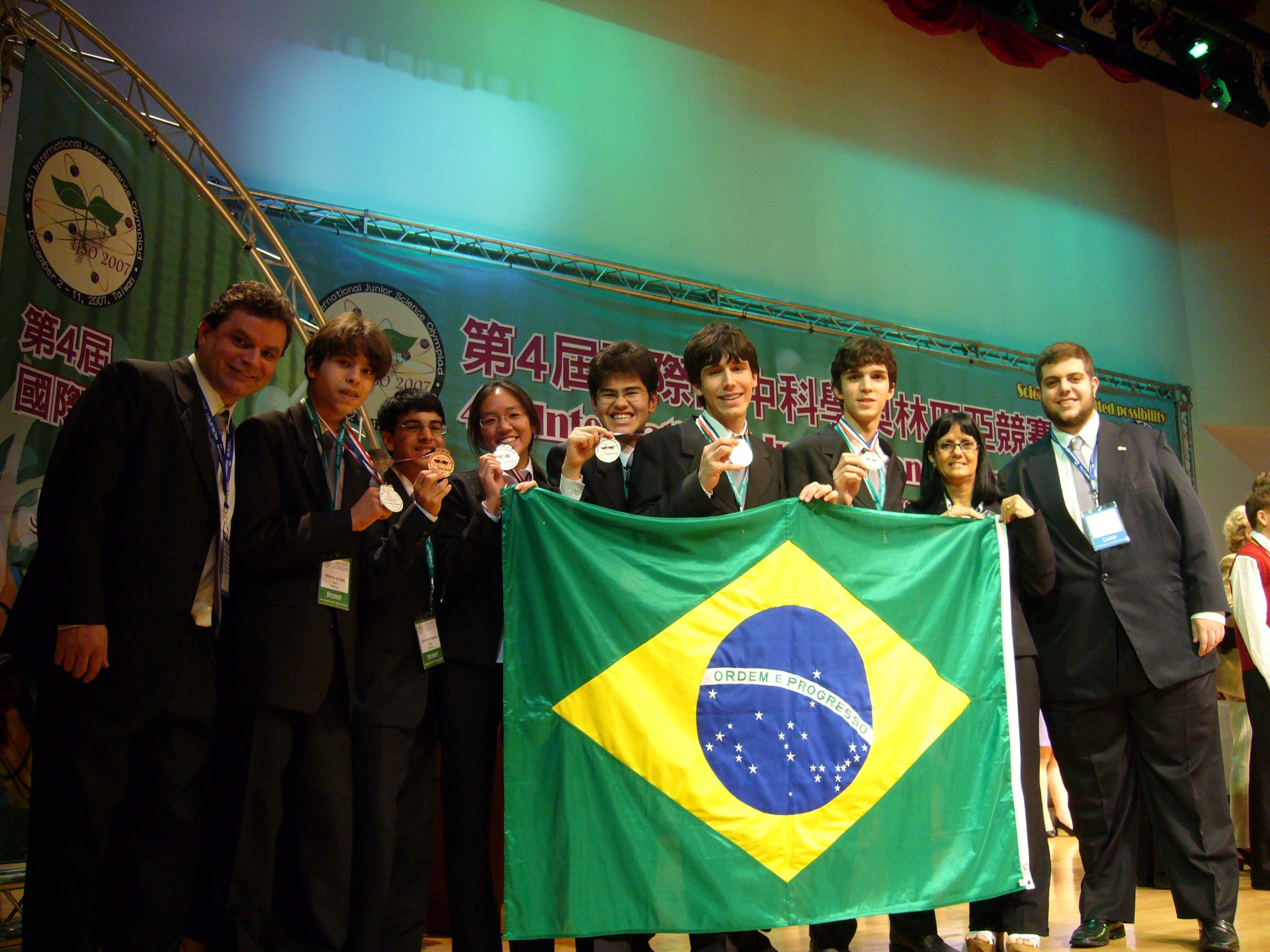
Equipe Brasileira da IJSO 2007.

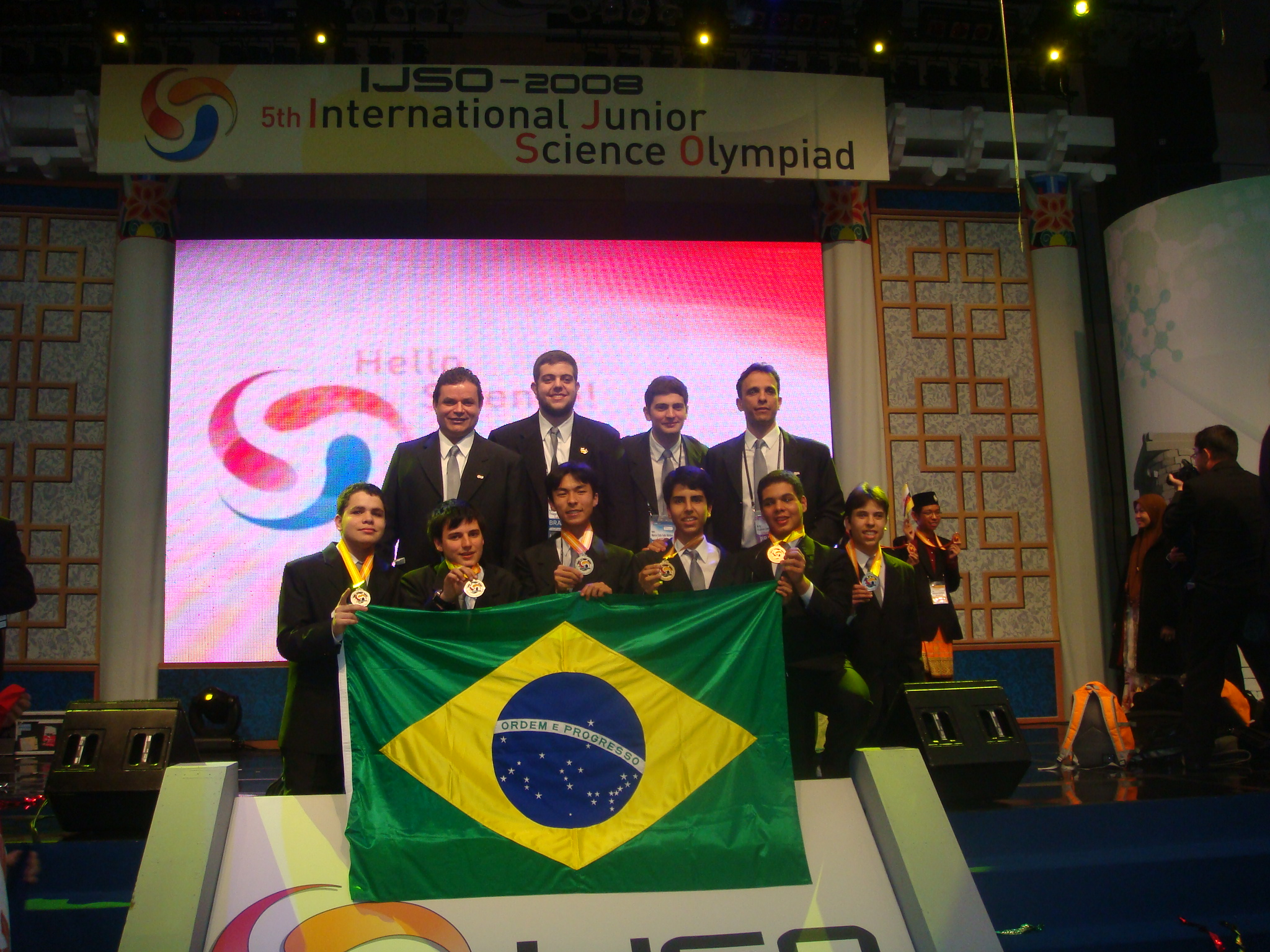
Equipe Brasileira da IJSO 2008.

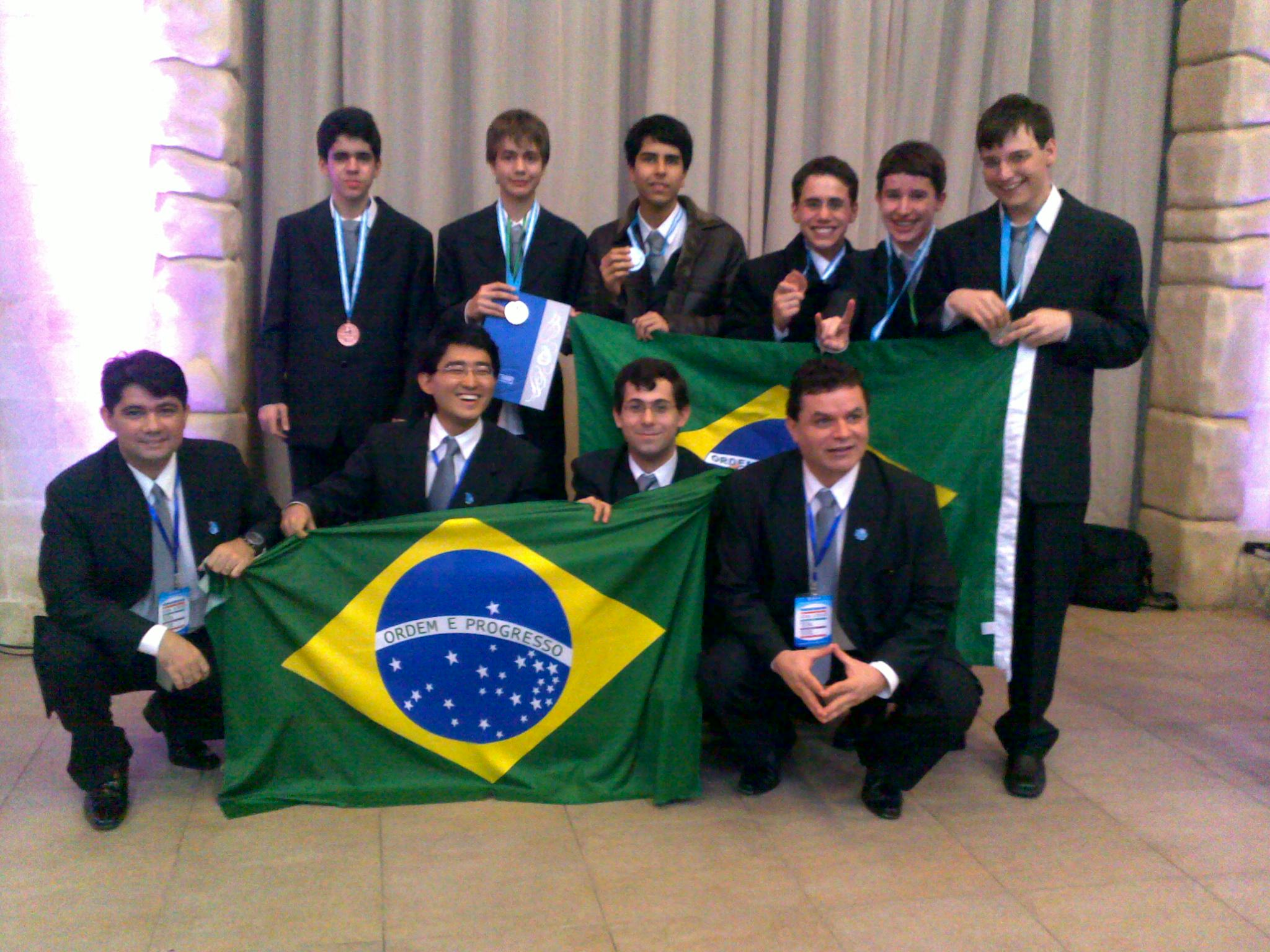
Equipe Brasileira da IJSO 2009.

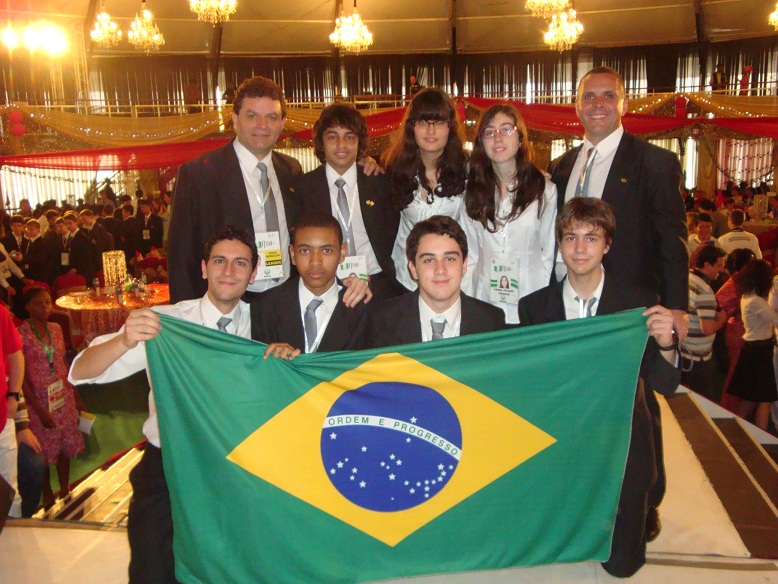
Equipe Brasileira da IJSO 2010.

| Ano  | País Sede     | Ouro | Prata | Bronze | Classificação do Brasil | Países Participantes |
| ---- | ------------- | ---- | ----- | ------ | ----------------------- | -------------------- |
| 2004 | Indonésia     | 0    | 0     | 1      | 25                      | 33                   |
| 2005 | Indonésia     | 0    | 3     | 1      | 12                      | 33                   |
| 2006 | Brasil        | 0    | 2     | 2      | 14                      | 30                   |
| 2007 | Taiwan        | 0    | 4     | 2      | 7                       | 38                   |
| 2008 | Coreia do Sul | 1    | 4     | 1      | 7                       | 50                   |
| 2009 | Azerbaijão    | 0    | 3     | 3      | -                       | 45                   |
| 2010 | Nigéria       | 1    | 2     | 3      | -                       | 32                   |
| 2011 | África do Sul | 0    | 3     | 3      | -                       | 39                   |
| 2012 | Irã           | 1    | 3     | 2      | 5                       | 30                   |
| 2013 | Índia         | 0    | 5     | 1      | -                       | 42                   |
| 2014 | Argentina     | 0    | 2     | 4      | -                       | 37                   |

### Delegações brasileiras
2004:
- Bronze: Rafael Guedes Lang
- Demais estudantes brasileiros: Adriane Bagdonas Henrique,
 Bruna Guidini Santos, Jéssica Balero Okado, Karen Hosomi
 Teramae e Thomas Gaze Debeus.
- Líderes: Ozimar Pereira e Guilherme Gonçalves Bohmer

2005:
- Prata: Hugo Cangussu Marrochio
- Prata: Juliana Ogassavara
- Prata: Rafael Guedes Lang
- Bronze: Bruna Nunes Buscariollo
- Demais estudantes brasileiros: André Luiz Lanza e Igor Ogashawara.
- Líderes: Ozimar Pereira e Guilherme Gonçalves Bohmer

2006:
- Prata: Hector Montenegro Terceros
- Prata: Rafael Parpinel Cavina
- Bronze: Jéssica Emy Carmo Niide
- Bronze: Thiago Cabral Valverde
- Demais estudantes brasileiros: Daniel Dezan Lopes da Silva, 
 Gabriel Fiakovitz da Costa Leite, Lucas Vieira, Pedro Gustavo Solera Noveleto, 
 Rodrigo Guedes Lang, Cristiane Oyafuso, Guilherme Eiichi da Silva e 
 Philipp Herbst Minarelli.
- Líderes: Ozimar Pereira e Guilherme Gonçalves Bohmer

2007 (detalhes):
- Prata: André Hahn Pereira
- Prata: Cindy Yushi Tsai
- Prata: Leonardo Pereira Stedile
- Prata: Matheus Barros de Paula
- Bronze: Victor David Santos
- Bronze: Wilson Nunes Hirata
- Líderes: Ronaldo Fogo, Thiago Serra e Ana Maria Correia

2008 (detalhes):
- Ouro: Gustavo Haddad Francisco e Sampaio Braga
- Prata: Cássio dos Santos Sousa
- Prata: Elder Massahiro Yoshida
- Prata: Lucas Colucci Cavalcante de Souza
- Prata: Matheus Barros de Paula
- Bronze: Matheus Lima Barbosa de Tulio
- Líderes: Ronaldo Fogo, Thiago Serra e Márcio Martino
- Observador: Rubens Conilho Junior

2009 (detalhes):
- Prata: Gustavo Haddad Francisco e Sampaio Braga
- Prata: Ivan Tadeu Ferreira Antunes Filho
- Prata: Lucas Colucci Cavalcante de Souza
- Bronze: Gustavo de Carlis Miranda
- Bronze: Matheus José de Oliveira Guimarães
- Bronze: Pedro Victor Barbosa Noleto
- Líderes: Ronaldo Fogo, Allison Massao Hirata e Felipe Augusto Cardoso Pereira
- Observador: Rawlinson Medeiros Ibiapina

2010 (detalhes):
- Ouro: Ivan Tadeu Ferreira Antunes Filho
- Prata: Juliane Trianon Fraga
- Prata: Ramon Silva De Lima
- Bronze: Liara Guinsberg
- Bronze: Renan Fernandes Moreira
- Bronze: Vinicius Querino Andraus
- Líderes: Ronaldo Fogo, Thiago Serra e Marcelo Sandri
- Observador: José Feliz
- Prova Experimental: medalha de bronze para o trio composto por Ivan Tadeu Ferreira Antunes Filho, Juliane Trianon Fraga e Ramon Silva De Lima.

2011 (detalhes):
- Prata: Luciano Drozda Dantas Martins
- Prata: Liara Guinsberg
- Prata: Bruno Kenichi Saika
- Bronze: Nicholas de Souza Costa Lima
- Bronze: Marcelo Rigotto Stachuk
- Bronze: André Carvalho Guimarães
- Líderes: Ronaldo Fogo, Allison Massao Hirata e Victor Ando

2012 (detalhes):
- Ouro: Felipe Brandão Forte
- Prata: Matheus Henrique de Almeida Camacho
- Prata: Pedro Jorge L. A. Cronemberger
- Prata: Rubens Martins Bezerra Farias
- Bronze: Gabriel Queiroz Moura
- Bronze: Matheus Evangelista de Souza
- Líderes: Ronaldo Fogo, Márcio Martino e Hugo Marrochio
- Observadores: Herbert Aquino Sousa e Antonino Barros Junior
- Prova Experimental: medalha de ouro,  1º lugar na classificação geral, para o trio composto por Matheus Henrique de Almeida Camacho, Felipe Brandão Forte e Rubens Martins Bezerra Farias, com nota máxima (feito Inédito no Torneio Internacional.)

2013 (detalhes):
- Prata: Marina Maciel Ansanelli
- Prata: Matheus Henrique de Almeida Camacho
- Prata: Lucca Morais de Arruda Siaudzionis
- Prata: Letícia Pereira de Souza
- Prata: Leonardo Henrique Martins Florentino
- Bronze: José Rodolfo de Farias Neto
- Líderes: Ronaldo Fogo, Allison Hirata e Marcelo Henrique Oliveira Vieira
- Observador: José Rodolfo de Farias Filho

2014 (detalhes):
- Prata: Marina Maciel Ansanelli
- Prata: Italo Rennan Lima Silva
- Bronze: Andrey Jhen Shan Chen
- Bronze: Diogo Correia Netto
- Bronze: Thiago R. Bergamaschi
- Bronze: Gerardo A. Nogueira Filho
- Líderes: Ronaldo Fogo, Márcio Martino e Rubens Conilho Junior
- Observadores: Regis Romero, Rose Lopes

## Sedes e vencedores da IJSO
| Edição | Ano  | País Sede     | Cidade     | País Vencedor |
| ------ | ---- | ------------- | ---------- | ------------- |
| 01     | 2004 | Indonésia     | Jakarta    | Indonésia     |
| 02     | 2005 | Indonésia     | Yogyakarta | Taiwan        |
| 03     | 2006 | Brasil        | São Paulo  | Coreia do Sul |
| 04     | 2007 | Taiwan        | Taipei     | Taiwan        |
| 05     | 2008 | Coreia do Sul | Changwon   | Coreia do Sul |
| 06     | 2009 | Azerbaijão    | Baku       | Rússia        |
| 07     | 2010 | Nigéria       | Abuja      | Taiwan        |
| 08     | 2011 | África do Sul | Durban     | Taiwan        |
| 09     | 2012 | Irão          | Teerã      | Taiwan        |
| 10     | 2013 | Índia         | Pune       | Taiwan        |
| 11     | 2014 | Argentina     | Mendoza    | Rússia        |
| 12     | 2015 | Coreia do Sul | Daegu      |               |